# Florida Man
Pour la série télévisée, voir Florida Man (série télévisée).
Pour les articles homonymes, voir Florida.
Florida Man (en français « Un homme de Floride » ou « Un homme en Floride ») est un mème Internet. Il tire son nom de l'accroche du titre de nombreux faits-divers, relayés par la presse et les médias américains et par certains internautes, mettant en scène des habitants de Floride commettant des infractions jugées farfelues.

## Origines
En février 2013, le compte Twitter « _FloridaMan » est créé : il rassemble différents gros titres de presse évoquant des habitants de Floride ayant commis des actes sortant de l'ordinaire, créant le personnage de Florida Man et le surnommant de « pire super-héros du monde »,,.
Néanmoins, l'apparition d'un intérêt pour d'étranges faits-divers en Floride est antérieur à la création de ce compte Twitter. Le Miami New Times utilisait ainsi la tournure de phrase « Florida Man Does … » pour indiquer un fait-divers ne se déroulant pas à Miami, ce qui est repris par plusieurs médias locaux. Le site Internet Fark possédait lui une catégorie « Floride », la seule pour un État américain.
Cet intérêt peut être plus ancien encore, remontant aux années 1920, avec l'usage par le promoteur immobilier Carl Graham Fisher d'une éléphanteau nommée Rosie comme caddie de golf, afin d'attirer l'attention des journaux et des investisseurs vers la Floride.

## Diffusion

### Sur Internet
Le compte Twitter « _FloridaMan » inspire d'autres comptes : « _Flor1daWoman », reprenant les mêmes types de faits-divers concernant des femmes de Floride, et des équivalents pour d'autres États, comme « Texas Man » ou « California Man ». En mai 2015, le compte original atteint les 270 000 abonnés ; en mai 2019, il approche les 500 000 abonnés.
Le mème est à l'origine du « Florida Man challenge », consistant à rechercher sur un moteur de recherche « Florida Man » et sa date d'anniversaire, afin de trouver un fait-divers correspondant.

### En politique
En 2019, lorsque Donald Trump, alors 45e président des États-Unis, annonce changer sa résidence officielle de New York à Palm Beach, l'émission The Daily Show crée une extension de navigateur changeant toute mention du nom de « Donald Trump » en « Florida Man », modifiant le nom du compte Twitter du président, sa page Wikipédia ou encore toute mention de son fils Donald Trump, Jr..
En octobre 2020, lors d'un discours en Floride dans le cadre de la Campagne présidentielle de Joe Biden, Barack Obama critique les prises de parole du président Donald Trump lors de la pandémie de Covid-19, en déclarant que « même Florida Man ne ferait pas ce genre de choses ».

## Explications du phénomène
Plusieurs raisons sont données pour expliquer l'existence de ces faits-divers.
Tout d'abord, le fait que la Floride soit le troisième État des États-Unis le plus peuplé peut augmenter la probabilité qu'une personne provoque ou se retrouve dans une situation saugrenue. Le Miami New Times avance aussi que la diversité culturelle de l'État empêche de caractériser cette culture autrement qu'en tant qu'« étrange ». Le climat chaud, ensoleillé et humide peut aussi jouer un rôle, favorisant un mode de vie à l'extérieur : les actes sortant de l'ordinaire sont ainsi plus facilement observables.
Les questions de santé mentale peuvent aussi avoir un impact, l'État de Floride se classant parmi les États au plus faible financement de la prise en charge de ces problématiques. À cela peut s'ajouter la consommation de drogue.
Enfin, la transparence dont doivent faire preuve les institutions publiques en Floride explique en grande partie le phénomène : cela permet en effet aux journalistes d'avoir accès aux rapports d'incidents, aux photographies d'identité judiciaire et aux appels aux secours bien plus facilement que dans d'autres Etats, afin de couvrir ces faits-divers dans des délais presque immédiats,,,.

## Critiques
La Columbia Journalism Review décrit le phénomène « Florida Man » comme « l'une des plus sombres et des plus lucratives industries […] du journalisme », utilisant ces faits-divers comme des contenus viraux, sans prendre en compte l'impact possible sur les personnes concernées.
En mars 2019, Freddie Campion, créateur du compte Twitter « _FloridaMan », décide d'y mettre fin, notamment pour des questions de respect des différents Florida Men.